# Rozbudowa

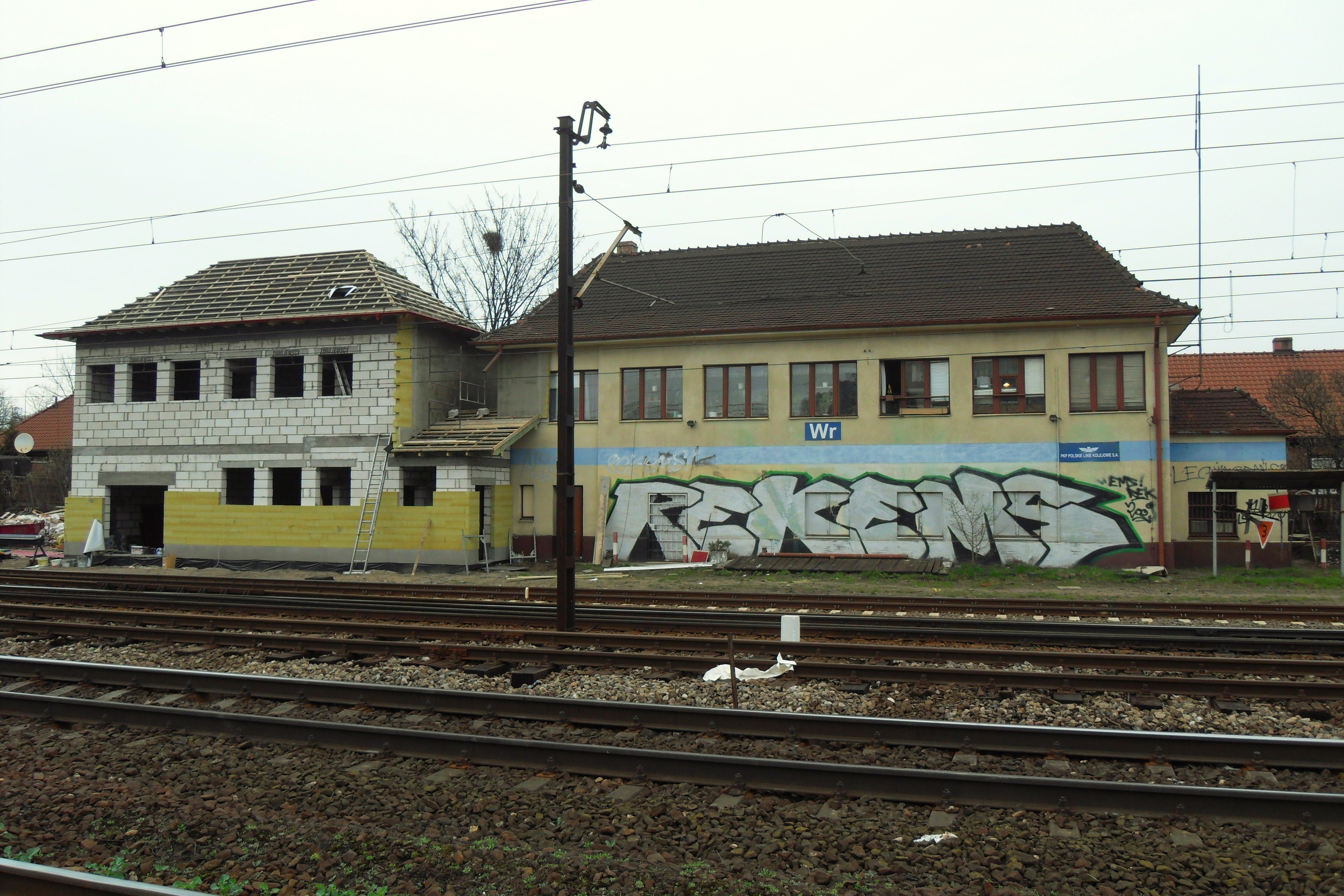
Rozbudowa

Rozbudowa – rodzaj budowy, w wyniku którego powstaje nowa część istniejącego już obiektu budowlanego. W wyniku przeprowadzenia rozbudowy pewnego obiektu budowlanego, zwiększa się jego powierzchnia zabudowy (i powierzchnia użytkowa). Ustanowienie rozbudowy jako rodzaju budowy dokonane jest w Prawie budowlanym, w art 3 pkt 6 tej ustawy. Takie przypisanie tej kategorii robót budowlanych implikuje odpowiednie konsekwencje związane między innymi z wymaganiami dotyczącymi procedur administracyjnych poprzedzających rozpoczęcie rozbudowy oraz związanych z jej zakończeniem i przekazaniem obiektu do użytkowania.
Mimo że zarówno przy rozbudowie, jak i przy nadbudowie, zwiększa się powierzchnia użytkowa obiektu oraz jego kubatura, różnica między tymi dwoma rodzajami budowy jest jednoznacznie określona kryterium zmiany powierzchni zabudowy: przy nadbudowie nie zwiększa się powierzchnia zabudowy obiektu, natomiast przy rozbudowie – zwiększa się powierzchnia zabudowy. Nowa część obiektu posadowiona zostaje na gruncie, występują na takiej budowie między innymi roboty ziemne i fundamentowe (których nie ma przy nadbudowie).
Jak z powyższego wynika odróżnienie rozbudowy od budowy, z punktu widzenia prawa budowlanego, ma czysto teoretyczne znaczenie, gdyż rozbudowa jest pod względem procedur administracyjnych tym samym co budowa.
Również inne przepisy prawne mogą zawierać własną definicję rozbudowy. Przykładem są przepisy budowlane z zakresu kolei. Analogiczne do przepisów ogólnobudowlanych, warunki techniczne jakim powinny odpowiadać budowle kolejowe i ich usytuowanie, zawierają własną, analogiczną, choć szerszą w stosunku do powyższej definicję rozbudowy (paragraf 3 pkt 13 rozp.):

rozbudowie budowli kolejowej – rozumie się przez to dobudowanie urządzeń lub budowli do istniejącej budowli kolejowej